# 緑柱石
緑柱石（りょくちゅうせき、英: beryl、ベリル）は、ベリリウムを含む六角柱状の鉱物。金属元素のベリリウムの名前は、この中から発見されたことに由来する。透明で美しいものはカットされて宝石になる。

## 宝石名と色、主な発色元素

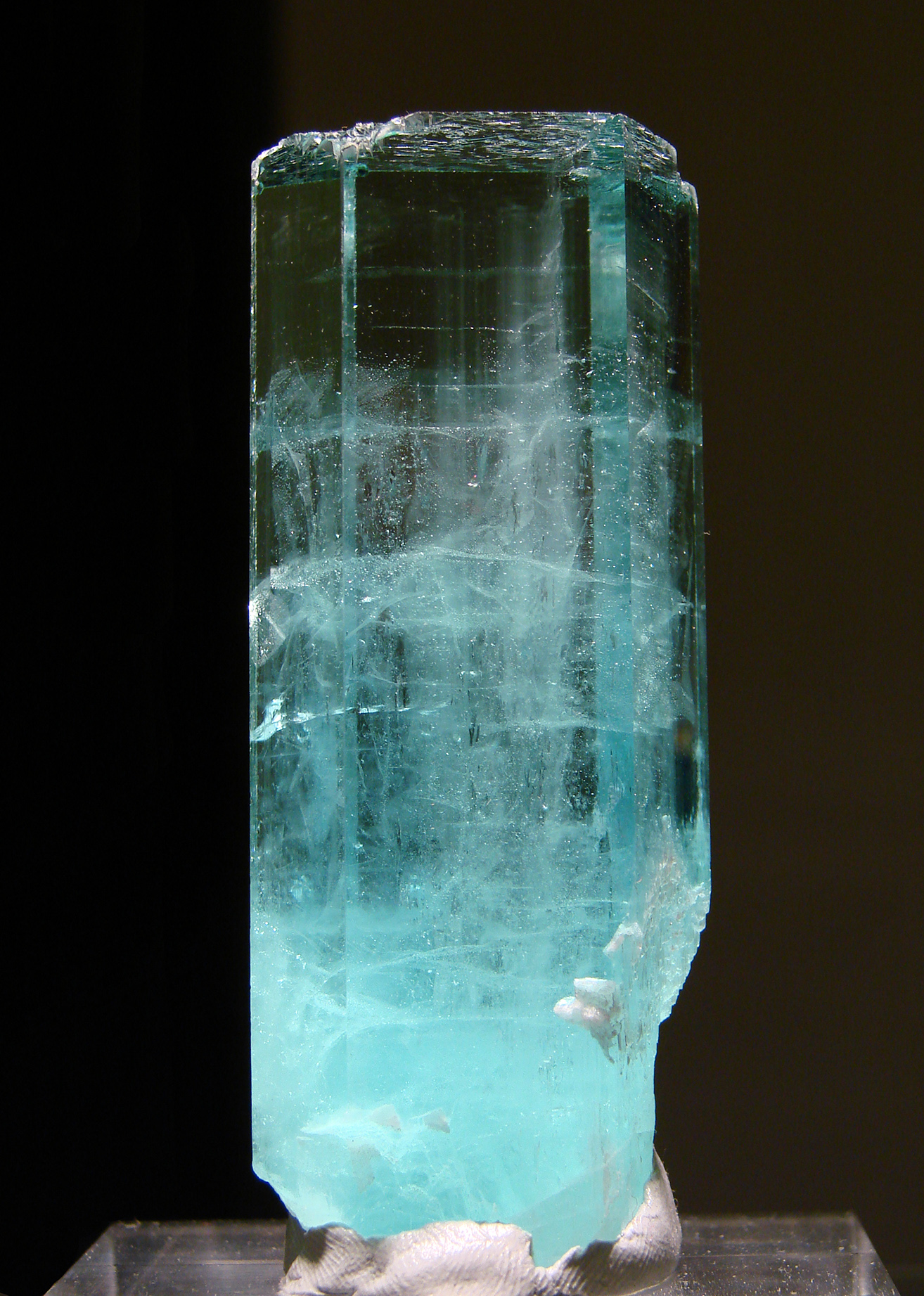
アクアマリン
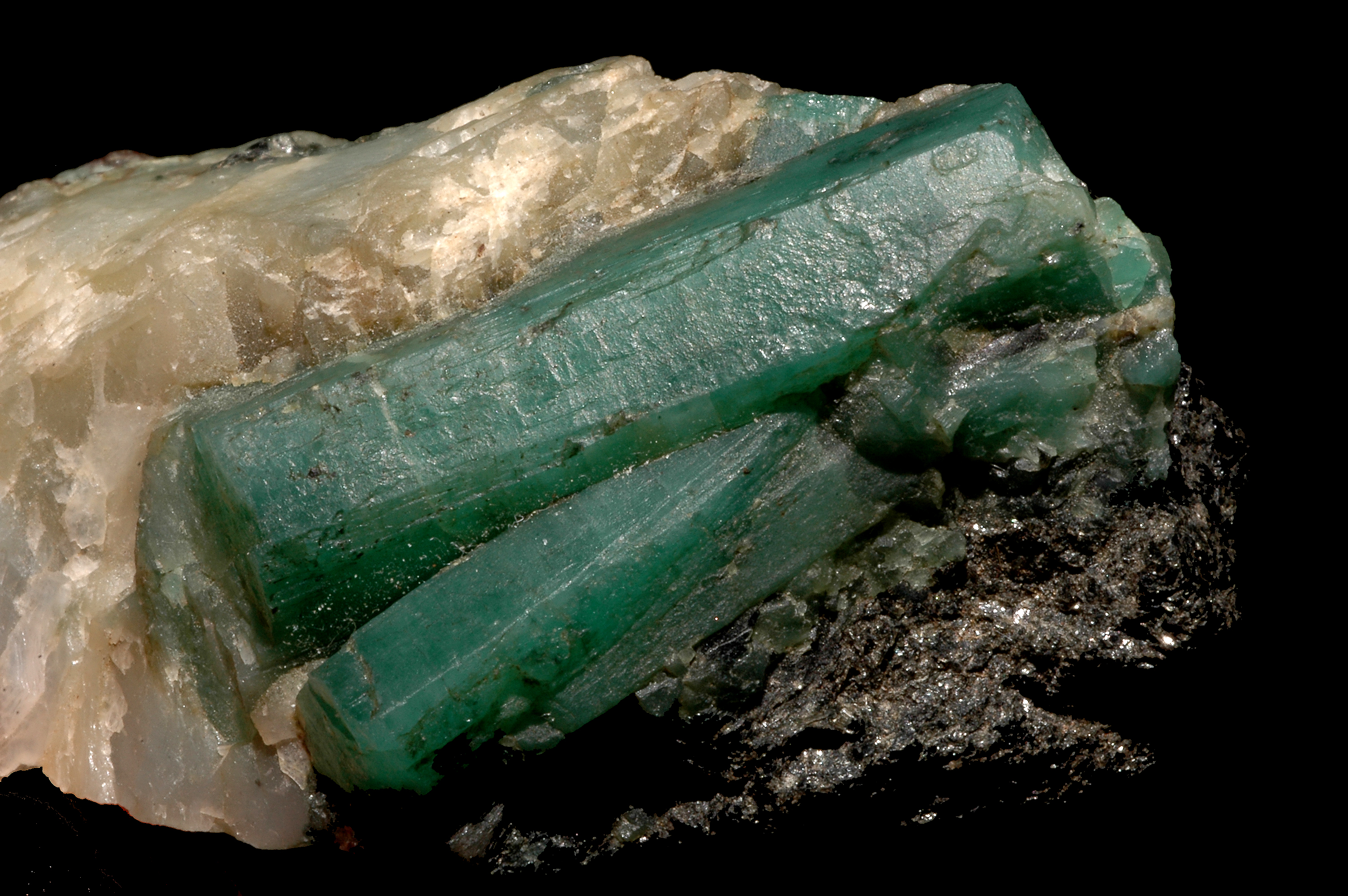
エメラルド
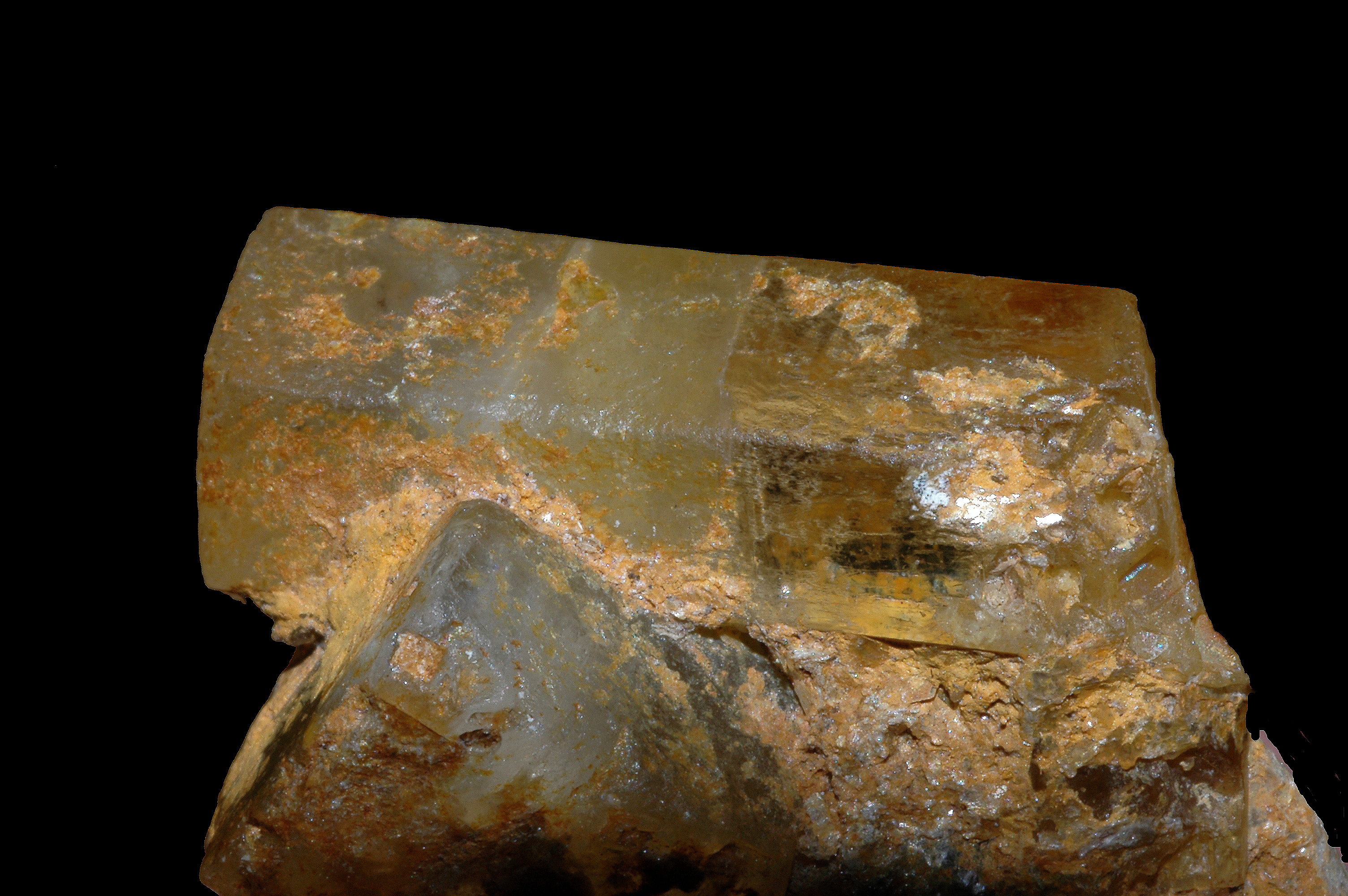
ヘリオドール
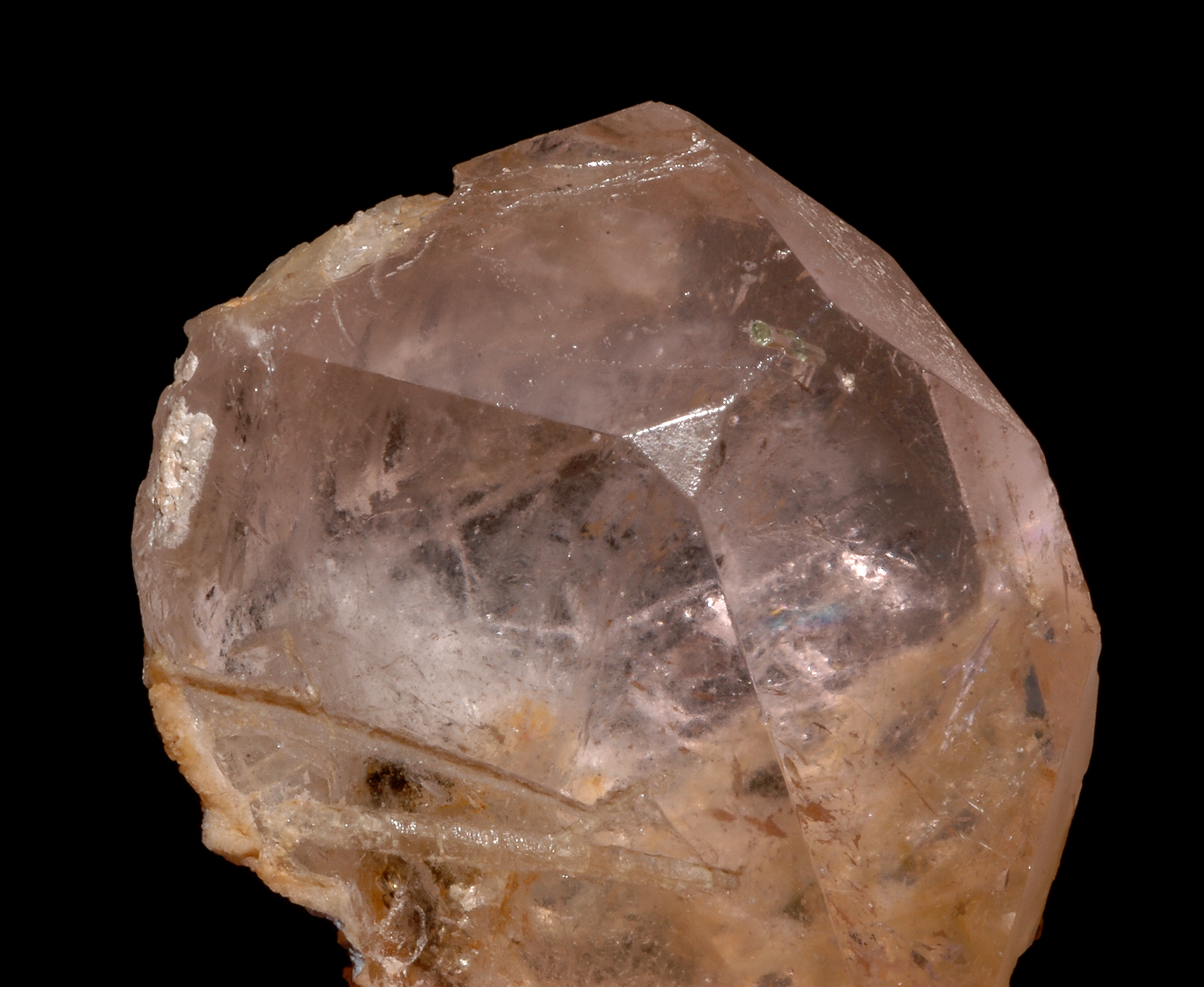
モルガナイト
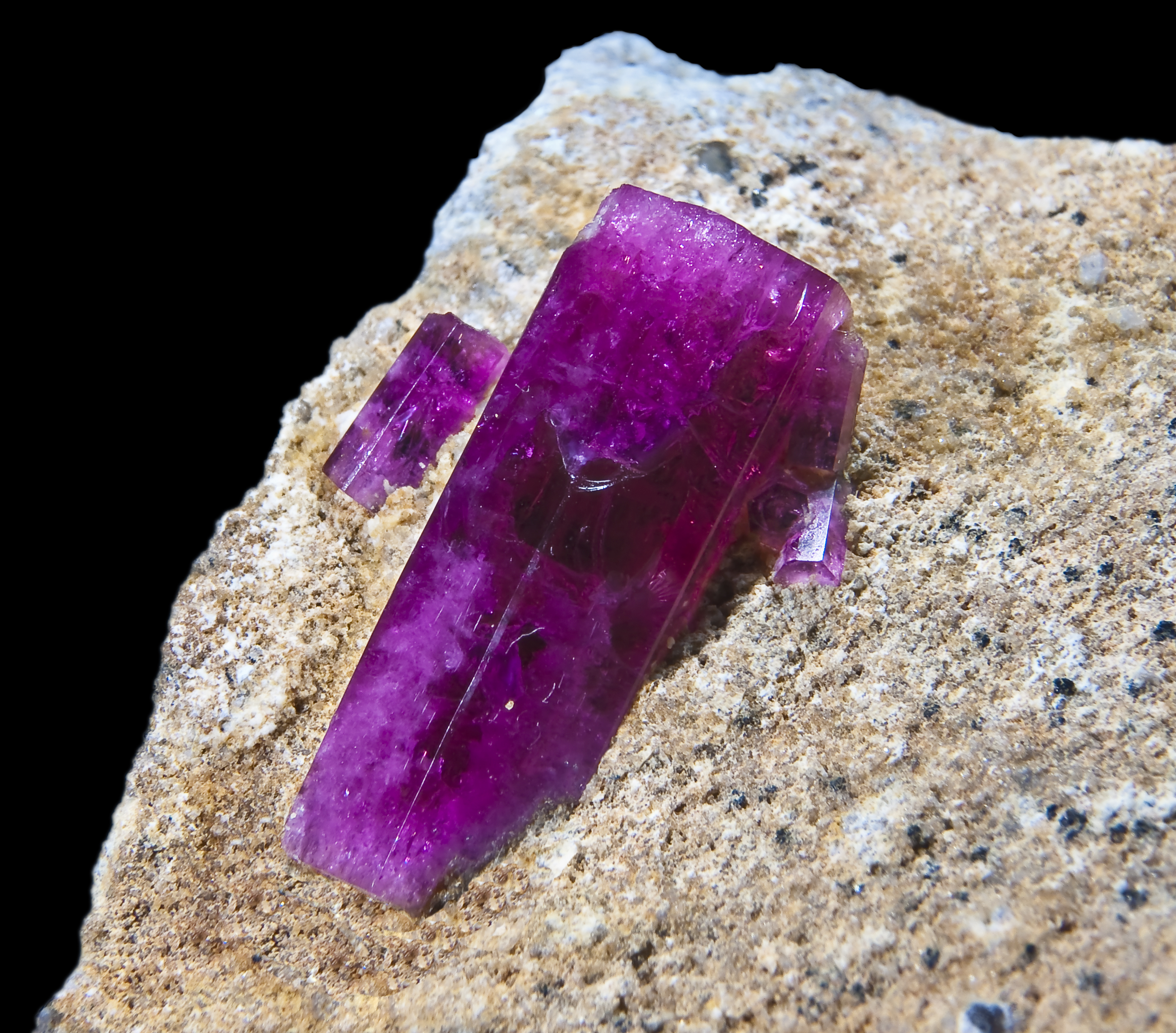
レッドベリル
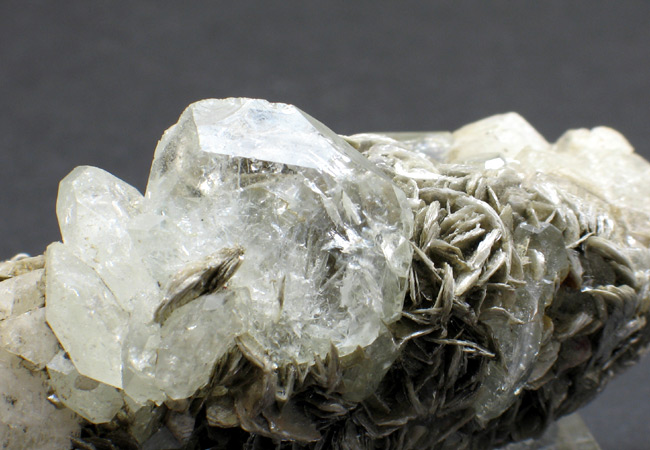
ゴシェナイト

ベリル
無色〜淡青〜淡緑 - ベリリウム
ゴシェナイト (goshenite, colorless beryl)
無色 - アルミニウム
純度が高く無色のベリルのことを特にこう呼ぶ。ゴーシェナイトとも呼ばれる。名前は、最初に発見されたアメリカのマサチューセッツ州ハンプシャー郡ゴーシェン（Goshen）に由来する。純粋な無色で産出することは少なく、殆どが他色が混じって採掘される。

アクアマリン (aquamarine) / ブルーベリル (blue beryl)
淡青 - 鉄 (Fe2+)
サンタマリア (santamaria) / サンタマリアアフリカーナ (santamaria africana)
青 - 鉄 (Fe2+)
アクアマリンのうち青が濃いものを、かつての産出地であったブラジルのサンタマリア鉱山にちなんでこう呼ぶことがある。同山の石はすでに枯渇したが、現在他鉱山でも同様の石が発見されておりそれらもこう呼ばれる。

エメラルド (emerald)
緑〜淡緑 - クロムあるいはバナジウム
グリーンベリル (green beryl) / ミントベリル (mint beryl) / ライムベリル (lime beryl)
黄緑 - 鉄 (Fe2+, Fe3+)
アクアマリンは2価鉄イオン(Fe2+)によるものだが、この種は3価鉄イオン(Fe3+)と混成している。加熱処理によりアクアマリンへと変化する。
ヘリオドール (heliodor) / ゴールデンベリル (golden beryl)
黄色 - 鉄 (Fe3+)
ギリシア語で「太陽」「太陽への捧げ物」を意味し、呈色は鉄に由来する。3価鉄イオン(Fe3+)のみによる発色で、加熱処理によりアクアマリンへと変化する。イエローベリルとも呼ばれる。アクアマリンとともに産出する。
モルガナイト (morganite) / ピンクベリル (pink beryl)
淡赤 - マンガン
レッドベリル (red beryl) / ビクスバイト (bixbite)
赤 - マンガン
マシシ (maxixe)
濃青(サファイアブルー) - 鉄 (Fe2+, Fe3+)
ブラジルのミナスジェライス州にあるマシシ鉱山に産したことから名付けられた。サンタマリアよりさらに濃く、紺に近い青を呈するが、紫外線による退色が著しく、ひどい場合は室内照明下においても数時間で退色する。退色した後の石の色はヘリオドールやグリーンベリルと同じである。1975年にヘリオドールやグリーンベリルにX線や中性子を照射することで、この種に酷似した濃青の石が得られることがわかった。
- アクアマリン
- エメラルド
- ヘリオドール
- モルガナイト
- レッドベリル
- ゴシェナイト

## 「緑柱石」と「ベリル」
宝石質の緑柱石を表す言葉として「ベリル」が使われることがある。英語圏で Beryl という単語は緑柱石という鉱物を指すが、宝石名として鉱物名と区別せずに用いられることがあるため、それが海外から流入し、「ベリル」が宝石質の緑柱石をさす言葉として、定着したものと考えられる。『シャーロック・ホームズの冒険』の一編である『緑柱石の宝冠』（The Adventure of the Beryl Coronet）はその典型的な例である。ベリル（宝石質の緑柱石）は緑から青の色の帯域を持つ。